# ダグ・ヘグダール
ダグ・ヘグダール（英: Doug Hegdahl、1946年9月3日 - ）は、アメリカ合衆国の元海軍軍人であり、ベトナム戦争中に捕虜となった人物である。収容中に256名の捕虜の氏名や個人情報、収容環境の詳細を記憶し、釈放後にそれをアメリカ政府に報告したことで知られる。

## 生涯
ヘグダールは1946年9月3日、サウスダコタ州クラークに生まれた。両親はともにノルウェー移民の子孫であり、家族全体が敬虔なルーテル教徒であった。1966年5月24日にクラーク高校を卒業し、アメリカ海軍へ入隊した。基礎訓練と専門学校を修了後、見習い水兵としてディキシー・ステーションに派遣された。
1967年4月6日の早朝、20歳のヘグダールはトンキン湾沖のUSSキャンベラに乗艦中、5インチ砲の爆風で海に投げ出された。数時間水面で漂った後、ベトナム人漁師に救助された。彼らは丁重に扱ったが、まもなく北ベトナム側の民兵に引き渡され、ハノイ・ヒルトン（ホアロー収容所）に送られた。
初め、尋問官たちは彼を特殊部隊員か工作員と考えていた。海に落ちたという話は信じられないとされたが、ヘグダールは愚かなふりをして抵抗した。数日間の虐待を経て、プロパガンダに利用できないと判断され、「信じられないほど愚かな男」として収容所内で比較的自由に行動ができる立場となった。
ベトナム側からアメリカ非難の声明文作成を命じられたが、読み書きができないふりをして回避した。ヘグダールの証言によれば、捕虜となったアメリカ兵たちは、新たに収容所に入ってきた人物が本当にアメリカ人かどうかを確認するために、「ひげ剃りとカット25セント（Shave and a Haircut – Two Bits）」というリズムを壁越しに叩いて送った。このリズムはアメリカで長く親しまれてきた定型句であり、最初の5音に対して相手が2音の返答（Two bits）を返すことで、文化的共通性が確認された。これによりアメリカ兵同士は互いを識別し、安心してタップコードを使った通信を開始できた。ヘグダールは、空軍将校のジョセフ・クレッカの協力を得て、256名の捕虜の氏名と、それぞれが拘束に至った経緯を記憶していた。これらの情報は、彼が収容中に常に口ずさんでいた童謡「ゆかいな牧場（Old MacDonald Had a Farm）」のメロディーに乗せて記憶したとされる。上官であるリチャード・A・ストラットン中佐によれば、ヘグダールは新しい眼鏡が必要だと偽り、ハノイ市内まで連れられた道順も記憶していた。
さらに、収容中に5台の軍用車両の燃料タンクに土を詰めて破壊したとされる。

## 釈放と戦後
1969年8月5日、北ベトナム側のプロパガンダ目的で3名の捕虜の1人として釈放された（他の2人は海軍中尉ロバート・フリッシュマンと空軍大尉ウェズリー・ランブル）。通常、捕虜たちは早期釈放を拒否する協定を結んでいたが、情報提供の必要性からヘグダールの釈放は特例とされた。その後はアメリカ海軍のSERE学校で教官を務め、二等兵曹として退役した。
退役後、1970年12月にロス・ペローの支援を受けてパリ和平会談に参加し、捕虜の虐待実態について北ベトナム側を追及した。

## メディアと回想録
彼の逸話は『ドランク・ヒストリー』（コメディ・セントラル、シーズン6第15話）で取り上げられた。また、Amazon Primeのドラマ『ナイトシフト 』シーズン4第7話でも描かれた。
2024年12月には、歴史家マーク・リープソンによる伝記『ありそうもない戦争の英雄』がスタックポール・ブックスから刊行された。